# 海老原豊
海老原 豊（えびはら ゆたか、1982年 - ）は、日本のSFライター・文芸評論家。東京都出身。

## 略歴
慶應義塾大学大学院文学研究科英米文学専攻修士課程修了。指導教諭は巽孝之。私立高等学校英語科教諭。2007年、「グレッグ・イーガンとスパイラルダンスを――「適切な愛」「祈りの海」「しあわせの理由」に読む境界解体の快楽」で第2回日本SF評論賞優秀賞を受賞し、評論家として本格的にデビュー。以後、「週刊読書人」「S-Fマガジン」に書評、「ユリイカ」に評論、「本格ミステリー・ワールド」「荒巻義雄メタSF全集」にはエッセイの翻訳を寄稿するなど、幅広く活躍している。

## 著作リスト

### 単著
- 『ポストヒューマン宣言 SFの中の新しい人間』（小鳥遊書房、2021年8月）ISBN 978-4909812643
- 『ディストピアSF論 人新世のユートピアを求めて』（小鳥遊書房、2024年6月）ISBN 978-4-86780-050-8

### 共著・編著
- 『サブカルチャー戦争――「セカイ系」から「世界内戦」へ』限界小説研究会（編）、南雲堂、2010年12月。ISBN 978-4523264972
- 『3・11の未来：日本・SF・想像力』藤田直哉（共編）、作品社、2011年9月。ISBN 978-4861823473
- 『ゴジラとアトム = Godzilla and Astro Boy――原子力は「光の国」の夢を見たか』慶應義塾大学アート・センター（編）、慶應義塾大学アート・センター、2012年3月、掲載資料編。NCID BB0878098X
- 『21世紀探偵小説――ポスト新本格と論理の崩壊』限界研（編）、南雲堂、2012年7月。ISBN 978-4523265085
- 『ポストヒューマニティーズ 伊藤計劃以後のSF』限界研（編）、南雲堂、2013年7月。ISBN 978-4523265160
- 『ビジュアル・コミュニケーション――動画時代の文化批評』限界研（編）、南雲堂、2015年10月。ISBN 978-4523265320
- 『東日本大震災後文学論』限界研（編）、南雲堂、2017年3月。ISBN 978-4523265535

### 雑誌掲載
論考
- 「物語の不/可能性――チャーテン実験の失敗とティプトリーの「ファクト/フィクション」」 - 『ユリイカ』2006年8月号
- 「グレッグ・イーガンとスパイラルダンスを――「適切な愛」「祈りの海」「しあわせの理由」に読む境界解体の快楽」 - 『S-Fマガジン』2007年6月号
- 「境界の散歩者――諸星作品におけるSFの詩的言語機能」 - 『ユリイカ』2009年3月号
- 「動かないBDが動くとき――メビウスの輪が繋ぐ生命」 - 『ユリイカ』2009年7月号
- 「空虚な彼女は刻印(スペル)で遊ぶ(シュピール)――冲方丁『ばいばい、アース』」 - 『ユリイカ』2010年10月号
- 「現代SF作家論シリーズ(第5回)フィリップ・K・ディック論「存在の「黒い箱(ブラックボックス)」と共感の地平」」 - 『S-Fマガジン』2011年6月号
- 「涼宮ハルヒの韜晦――SFが可能にした語り・SFを可能にする語り」 - 『ユリイカ』2011年7月号
- 「『寄生獣』が融合させたのは何か――SF〈として〉読む岩明均」 - 『ユリイカ』2015年1月号
- 「振り返ればトムがいる 二〇〇〇年以降のトム・クルーズSF映画論」 - 『ユリイカ』2016年1月号
- 「スティーヴン・キングと〈形のないものの形〉――『ドリームキャッチャー』の超能力とエイリアン」 - 『ユリイカ』2017年11月号
- 「「あの戦争」と「この戦争」と――こうの史代『この世界の片隅に』」 - 『三田文学』2018年冬季号（2018年1月）
- 「内/外の世界を重ねて視る〈ナイトウォッチ〉――インターフェイス文学としてのSFの可能性」 - 『ユリイカ』2019年4月号
- 「日本・SF・ポストヒューマン ――『AKIRA』と『ナウシカ』を中心に」 - 『三田文学』2019年春季号（2019年4月）
- 「飛躍する発想力 「SF」に注目する世界的起業家 長期ビジョンの創出などに活用」 - 『週刊エコノミスト』4745号（毎日新聞出版、2022年5月10日）
- 「〈謎のリアリティ〉第50回「ミステリとポストヒューマン」」 - 『ジャーロ』No.86 2023 JANUARY（光文社）
- 「〈謎のリアリティ〉第55回「ミステリとホモ・デウス」」 - 『ジャーロ』No.91 2023 NOVEMBER（光文社）

翻訳
- 「自宅でのジュール・ヴェルヌ」（ロバート・シェラード（英語版）） - 『水声通信』2008年11/12月号
- 「ICFAゲスト・オヴ・オナー紹介 惑星思考の大冒険――間テクスト的タツミ・マシーンとともに」（ステファン・ホール） - 『S-Fマガジン』2010年12月号
- 「現代SF作家論シリーズ(第12回) ウィリアム・ギブスン ヴァーチャル・カナダ――ウィリアム・ギブスンの脱領域空間」（ポール・ジャイルズ） - 『S-Fマガジン』2012年1月号
- 「現代SF作家論シリーズ(第19回) 川又千秋 時の渦巻――『幻詩狩り』論」（トマス・ラマール） - 『S-Fマガジン』2012年8月号
- 「本格を讃えて」（ジョン・パグマイヤー） - 『本格ミステリー・ワールド』2015年